# Crossways (Dorset)
Crossways – wieś w Anglii, w hrabstwie Dorset. Leży 8 km na wschód od miasta Dorchester i 179 km na południowy zachód od Londynu.